# Kneuterdijk

Au no 20 se trouve le, construit en 1717.

La Kneuterdijk est une rue du centre de La Haye, aux Pays-Bas. Elle doit son nom à une petite digue située près du Haagse Beek (nl) et à un petit oiseau, la Linotte mélodieuse, dont le nom néerlandais est « kneu ». La Kneuterdijk est connue pour ses palais urbains et ses maisons ornées.